# Taraxacum aequilobum
Taraxacum aequilobum — вид квіткових рослин з родини айстрових (Asteraceae). Вид зростає в Європі: Австрія, Естонія, Латвія, Білорусь, Бельгія, європейська Росія, Чехія, Словаччина, Данія, Фінляндія, Німеччина, Велика Британія, Ірландія, Нідерланди, Норвегія, Польща, Іспанія, Швеція, Швейцарія, Україна; інтродукований до Британської Колумбії; це багаторічна рослина помірних біомів. Росте на луках і в трав'янистих антропогенних місцях.
Taraxacum amplum sect. Taraxacum. Основні діагностичні ознаки цього таксону: листки з численними симетричними і зазвичай однаковими парами часток; бічні частки відігнуті, дельтоподібні, середньо гострі з серпуватим верхнім краєм; кінцева частка, схожа на бічні, від тупої до гострої, іноді з чіткою верхівкою; зовнішні приквітки неправильно загнуті і сильно закручені, 4–9.9 мм завширшки і 15–17 мм завдовжки, без краю; квіткова голова опукла, ≈ 50 мм у діаметрі.